# Adah Belle Thoms
Adah Belle Samuels Thoms (Richmond, Virginia, 12 de enero de 1870–Nueva York, 21 de febrero de 1943) fue una enfermera afroamericana que cofundó la Asociación Nacional de Enfermeras Graduadas de Color (NACGN) de la que fue presidenta de 1916 a 1923; directora interina de la Escuela Lincoln de Enfermeras (Nueva York) y abogó para que las afroamericanas sirvieran como enfermeras de la Cruz Roja Estadounidense durante la Primera Guerra Mundial y, después, entraran a formar parte del Cuerpo de Enfermeras del Ejército de los Estados Unidos a partir de la epidemia de gripe de 1918. Fue una de las primeras enfermeras incluidas en el Salón de la Fama de la Asociación Estadounidense de Enfermeras cuando se estableció en 1976. 

## Trayectoria
Thoms nació como Adah Belle Samuels en Richmond, Virginia, hija de Harry y Melvina Samuels. Se casó durante un breve período de tiempo pero se quedó con el apellido Thoms. Fue maestra en Richmond y, en la década de 1890, fue a Nueva York para estudiar elocución y oratoria en la Cooper Union. Estudió enfermería en el Women's Infirmary y and School of Therapeutic Massage, graduándose en 1900 como la única mujer negra entre treinta alumnas. Continuó su educación en el Lincoln Hospital and Home School of Nursing, una escuela para mujeres negras, y se graduó en 1905. Aunque trabajó como directora interina entre 1906 y 1923, las políticas racistas le impidieron recibir el título oficial de directora.
Thoms contribuyó para promover la profesión de enfermería, asistiendo al Consejo Internacional de Enfermeras en 1912.
Thoms trabajó con Martha Minerva Franklin y Mary Mahoney para organizar la Asociación Nacional de Enfermeras Graduadas de Color. La reunión inicial se celebró en el Lincoln Home and Hospital, y fue organizada por Thoms, en 1907. La organización, fundada en 1908 por un grupo de cincuenta y dos enfermeras negras, tenía como objetivo garantizar la plena integración de las enfermeras negras en la profesión de enfermería. Como la Asociación Estadounidense de Enfermeras, querían programas de educación en enfermería, las mismas oportunidades de empleo y la igualdad salarial. La organización fue finalmente disuelta por la presidenta Mabel Keaton Staupers en 1950, tras integrarse con éxito en la Asociación Estadounidense de Enfermeras (1948).
Thoms se desempeñó como presidenta de la NACGN de 1916 a 1923, y presionó a la Cruz Roja Estadounidense para que permitiera a las enfermeras negras enrolarse durante la Primera Guerra Mundial, con el fin de poder prestar servicio en el Cuerpo de Enfermeras del Ejército de los EE. UU. En julio de 1918, el Cirujano General acordó limitar la inscripción de enfermeras afroamericanas en el Cuerpo de Enfermeras del Ejército. Las inscripciones comenzaron durante la epidemia de gripe en diciembre de 1918.
Fue recibida en la Casa Blanca por el presidente, Warren G. Harding, y su esposa, Florence Harding, en 1921, durante la Convención de la Asociación Nacional de Enfermeras Graduadas de Color en Washington D. C..
En 1923 se casó con Henry Smith, quien murió ese mismo año. Murió en la ciudad de Nueva York, el 21 de febrero de 1943.

## Reconocimientos
- Asociación Estadounidense de Enfermería, Salón de la Fama - Miembro original, en 1976
- Medalla Mary Mahoney, 1936. Fue la primera receptora del premio de la Asociación Nacional de Enfermeras Graduadas de Color.[8]